# Vinyamar

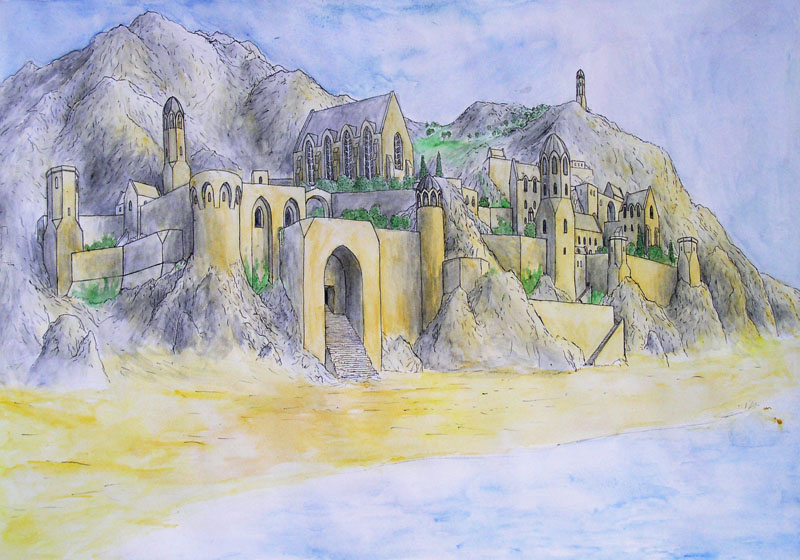
Representación de Vinyamar.

En el Universo Imaginario de J. R. R. Tolkien, Vinyamar es una ciudad ubicada a los pies del monte Taras en Nevrast, fundada por Turgon a la orilla de océano; siendo una de las más antiguas obras de piedra de cuantas levantaran los Noldor en las tierras del exilio.
Allí habitó el pueblo de Turgon, hasta que un sueño, provocado por Ulmo en uno de sus viajes de caza, lo llevó a abandonarla, junto con su pueblo y construir Gondolin. 
Muchos años después en los recintos abandonados de Vinyamar, Tuor, hijo de Huor halló el Escudo, el Yelmo, la Cota de Malla y la espada que Ulmo hizo dejar a Turgon para que, El Señor de las Aguas le avisara, a través de un mensajero sobre la inminente caída de Gondolin cuando estuviera por suceder. Y allí Tuor se encontró con el marinero perdido de la flota que Turgon envió a Valinor, Voronwë, que lo guio hasta Gondolin, para que este llevara el mensaje que Ulmo le había dado.
- Datos: Q2528885